# Heterakis isolonche
Heterakis isolonche är en rundmaskart som beskrevs av Otto Friedrich Bernhard von Linstow 1906. Heterakis isolonche ingår i släktet Heterakis och familjen Heterakidae. Inga underarter finns listade i Catalogue of Life.